# Governo May I
Il Governo May I è stato il novantaseiesimo governo del Regno Unito in carica dal 13 luglio 2016 all'11 giugno 2017, durante la 56ª legislatura della Camera dei comuni.

## Storia
Guidato dal nuovo Primo ministro conservatore Theresa May, precedentemente segretario di stato per gli affari interni, questo governo è formato e sostenuto dal Partito Conservatore. Da solo, ha 330 deputati su 650, ovvero il 50,8% dei seggi alla Camera dei comuni.
Il 23 giugno 2016, i britannici hanno votato il 52% per l'uscita del Regno Unito dall'Unione Europea.
David Cameron, primo ministro dal maggio 2010, promotore del referendum e sostenitore del mantenimento dell'Unione, annuncia il giorno dopo il voto le proprie dimissioni.
Il Partito Conservatore ha quindi organizzato le elezioni per nominare un nuovo leader. I due turni di scrutinio organizzati all'interno del gruppo parlamentare hanno visto il Segretario di stato per gli affari interni Theresa May ottenere la maggioranza assoluta al primo turno. Alla fine del secondo, il 7 luglio, ha affrontato Andrea Leadsom in vista del voto previsto per settembre. Tuttavia, Leadsom annuncia il suo ritiro dalla corsa l'11 luglio e May diventa leader del partito.
Cameron sceglie quindi di anticipare le sue dimissioni e si dimette davanti alla regina Elisabetta II il 13 luglio 2016. May viene quindi nominata Primo ministro e annuncia la composizione del governo nei giorni seguenti.
L'ex sindaco di Londra Boris Johnson è nominato Segretario di Stato per gli affari esteri e del Commonwealth. La carica istituita di Segretario di Stato per l'uscita dall'Unione europea viene affidata all'euroscettico libertario David Davis. Sono due i portafogli che si fondono per creare la funzione di Segretario di Stato per la strategie industriale. Andrea Leadsom diventa Segretario di Stato per l'ambiente, l'alimentazione e gli affari rurali.
Il 18 aprile 2017 May annuncia il suo desiderio di sciogliere la Camera dei comuni. I deputati hanno approvato questa richiesta il giorno seguente e sono state convocate le elezioni generali per l'8 giugno. Durante queste elezioni, il Partito Conservatore ha perso la maggioranza assoluta. Theresa May si assicurò rapidamente il sostegno senza la partecipazione del Partito Unionista Democratico (DUP) e iniziò a formare il suo secondo governo.

## Situazione Parlamentare
| Camera | Collocazione | Partiti | Seggi     |
| ------ | ------------ | --- | --------- |
| Camera | Maggioranza  | Conservatori (331) | 331 / 650 |
| Camera | Opposizione  | Laburisti (232),Partito Nazionale Scozzese (56),Liberal Democratici (Regno Unito) (8),Partito Unionista Democratico (8),Sinn Féin (4),Plaid Cymru (4),Partito Verde di Inghilterra e Galles (1),Partito Unionista Dell'Uster (2),Partito per l'Indipendenza del Regno Unito (1),Partito Social Democratico e Laburista (3) | 319 / 650 |

## Composizione

### Iniziale (13 luglio 2016)
Rispetto al governo precedente, i nuovi segretari di Stato sono indicati in grassetto, quelli che hanno modificato le attribuzioni in corsivo.
| Carica                                                                  | Titolare | Titolare | Titolare           | Partito      |
| ----------------------------------------------------------------------- | -------- | -------- | ------------------ | ------------ |
| Primo ministro Primo lord del tesoro Ministro della funzione pubblica   |          |          | Theresa May        | Conservatore |
| Cancelliere dello Scacchiere Secondo lord del tesoro                    |          |          | Philip Hammond     | Conservatore |
| Esteri e Commonwealth                                                   |          |          | Boris Johnson      | Conservatore |
| Affari interni                                                          |          |          | Amber Rudd         | Conservatore |
| Difesa                                                                  |          |          | Michael Fallon     | Conservatore |
| Lord cancelliere Giustizia                                              |          |          | Liz Truss          | Conservatore |
| Uscita dall'Unione europea                                              |          |          | David Davis        | Conservatore |
| Commercio internazionale Presidente del The Board of Trade              |          |          | Liam Fox           | Conservatore |
| Istruzione Ministro per le donne e l'uguaglianza                        |          |          | Justine Greening   | Conservatore |
| Salute                                                                  |          |          | Jeremy Hunt        | Conservatore |
| Lavoro e pensioni                                                       |          |          | Damian Green       | Conservatore |
| Affari economici, energia e strategia industriale                       |          |          | Greg Clark         | Conservatore |
| Ambiente, alimentazione e affari rurali                                 |          |          | Andrea Leadsom     | Conservatore |
| Trasporti                                                               |          |          | Chris Grayling     | Conservatore |
| Sviluppo internazionale                                                 |          |          | Priti Patel        | Conservatore |
| Governo locale                                                          |          |          | Sajid Javid        | Conservatore |
| Scozia                                                                  |          |          | David Mundell      | Conservatore |
| Galles                                                                  |          |          | Alun Cairns        | Conservatore |
| Irlanda del Nord                                                        |          |          | James Brokenshire  | Conservatore |
| Media, cultura e sport                                                  |          |          | Karen Bradley      | Conservatore |
| Leader della Camera dei comuni Lord presidente del Consiglio            |          |          | David Lidington    | Conservatore |
| Leader della Camera dei lord Lord del sigillo privato                   |          |          | Natalie Evans      | Conservatore |
| Partecipanti alle riunioni del Gabinetto                                |          |          |                    |              |
| Segretario capo del tesoro                                              |          |          | David Gauke        | Conservatore |
| Ministro di Stato per l'Ufficio di gabinetto Paymaster-General          |          |          | Ben Gummer         | Conservatore |
| Procuratore generale per l'Inghilterra e il Galles                      |          |          | Jeremy Wright      | Conservatore |
| Whip Segretario parlamentare del tesoro                                 |          |          | Gavin Williamson   | Conservatore |
| Cancelliere del Ducato di Lancaster Presidente del Partito Conservatore |          |          | Patrick McLoughlin | Conservatore |